# Индекс автомобильных номеров Исландии

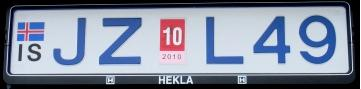
Исландский автомобильный номер нового образца

Исландский автомобильный номер включает в себя три буквы и две цифры. В номерах предыдущего образца (до июля 2007 года) было по две буквы и три цифры. Комбинации букв не имеют связи с регионом. Посередине номера расположена наклейка, указывающая месяц и год прохождения следующего ТО. Слева находится изображение флага Исландии и код страны.

## Типы номеров
| Изображение | Тип                | Серийный формат                          | Внешний вид                                             | Примечания                                                                                            |
| ----------- | ------------------ | ---------------------------------------- | ------------------------------------------------------- | --- |
|             | Стандартный        | AB 123 или AB C12 (после июля 2007 года) | Отражающий белый фон, синяя рамка, голубые буквы.       | |
|             | Коммерческий       | AB 123 или AB C12 (после июля 2007 года) | Отражающий белый фон, красная рамка и буквы.            | Транспортные средства с коммерческими номерами не могут быть использованы для личных целей.           |
|             | Дипломатический    | CD A12                                   | Отражающий зелёный фон, белая рамка и буквы.            | |
|             | Правительственный  | 1                                        | Герб Исландии, цифра.                                   | |
|             | «Нефтяной»         | AB 123 или AB C12 (после июля 2007 года) | Отражающий тёмно-жёлтый фон, чёрная рамка, синие буквы. | «Нефтяные» номера используются преимущественно на автомобилях городских служб с дизельным двигателем. |
|             | Транзитный         | RN 123                                   | Отражающий красный фон, чёрная рамка и буквы.           | Обычно используются автодилерами.                                                                     |
|             | Стандартный старый | A12345                                   | Чёрный фон, серебристые рамка и буквы                   | Номера старого образца, использовались с 1938 года. 1 января 1989 — прекращение выдачи.               |

## Старые номера
Первая буква в старом номере обозначала регион. Полный список:
A: Акюрейри (Akureyrarkaupstaður og Eyjafjarðarsýsla)
B: Боргарфьордар (Barðastrandasýsla)
D: Дала (Dalasýsla)
E: Акранес (Akraneskaupstaður)
F: Сиглюфьордюр (Siglufjarðarkaupstaður)
G: Хабнарфьордюр (Hafnarfjarðarkaupstaður og Gullbringu- og Kjósarsýsla)
H: Húnavatnssýsla
Í: Исафьордур (]Ísafjarðarkaupstaður og Ísafjarðarsýsla)
J: Íslenskir starfsmenn á Keflavíkurflugvelli
JO: Erlendir starfsmenn á Keflavíkurflugvelli
VL: Varnarliðið
VLE: Ökutæki hermanna
K: Sauðárkrókskaupstaður og Skagafjarðarsýsla
L: Rangárvallasýsla
M: Мира (Mýra- og Borgarfjarðarsýsla)
N: Neskaupstaður
Ó: Олафсфьордур (Ólafsfjarðarkaupstaður)
P: Снефельс ог Хнаппадаль (Snæfells- og Hnappadalssýsla)
R: Рейкьявик (Reykjavík)
S: Сейдисфьордюр (Seyðisfjarðarkaupstaður og Norður-Múlasýsla)
T: Странда (Strandasýsla)
U: Сюдюр-Муласисла (Suður-Múlasýsla)
V: ВестманнаэйярVestmannaeyjakaupstaður
X: Арнессисла (Árnessýsla)
Y: Коупавогюр (Kópavogur)
Z: Skaftafellssýsla
Þ: Þingeyjarsýsla
Ö: Кеблавик (Keflavíkurkaupstaður)